# 王侄 (唐朝)
王侄（?—?），杭州人。唐朝政治人物。
長於書法，唐德宗時任翰林侍書待詔。歷官正议大夫、殿中丞、太子侍书。與王叔文同為永貞革新人物，官至散騎常侍。後貶開州司馬。死於開州。